# Mara Magalhães
Mara Magalhães (Monte Azul Paulista, São Paulo, 21 de agosto de 1967) é uma locutora profissional de rodeios do Brasil.

## Carreira
Foi a primeira locutora de rodeio do mundo. É famosa por ter a voz feminina mais conhecida das narrações de rodeio.

## Filmografia
- América (2005) - Locutora de rodeio (participação especial)
- Ferdinando Show (2017) - Ela Mesma